# Claire Temple (Marvel Cinematic Universe)
Claire Temple è un personaggio immaginario interpretato da Rosario Dawson in diverse serie televisive del Marvel Cinematic Universe (MCU). Il personaggio è una figura composita basata sull'omonimo personaggio e Infermiera di notte (alias Linda Carter), entrambe di Marvel Comics.
Infermiera che presta assistenza medica ai vigilanti, Claire è stata introdotta nella prima stagione di Daredevil (2015). In seguito, Dawson ha firmato un accordo per tornare nella seconda stagione della serie (2016) e per apparire potenzialmente anche in altre produzioni Marvel targate Netflix. Da allora, ha ripreso il ruolo in Jessica Jones (2015-2019), Luke Cage (2016-2018), Iron Fist (2017-2018) e The Defenders (2017).
Claire Temple compare anche in un fumetto tie-in di Jessica Jones (2015) e il personaggio ha ricevuto un'accoglienza positiva da parte della critica.

## Biografia del personaggio
Dopo aver trovato Matt Murdock / Daredevil gravemente ferito in un cassonetto nella prima stagione di Daredevil, l'infermiera Claire Temple gli presta soccorso. A causa di ciò, viene rapita dalla mafia, che la usa come esca per attirare Daredevil. Sebbene Murdock riesca a salvarla, entrambi decidono che è troppo pericoloso continuare a frequentarsi, nonostante l’evidente attrazione tra loro. Nonostante ciò, Claire continua a fornirgli assistenza medica quando necessario, mentre Murdock sfrutta occasionalmente la sua posizione al Metro-General Hospital a proprio vantaggio.
In Jessica Jones, Temple è in servizio quando Luke Cage, gravemente ferito, viene portato in ospedale. Claire si prende cura di lui su richiesta di Jessica Jones.
Nella seconda stagione di Daredevil, Temple lascia il lavoro in ospedale dopo aver cercato di coprire la morte di un collega durante un attacco della Mano. Decide così di lasciare Hell's Kitchen e raggiunge Harlem, dove sua madre gestisce una tavola calda, come mostrato in Luke Cage. Qui si riavvicina a Cage e lo aiuta a difendere il quartiere. I due si innamorano, ma prima che possano approfondire la loro relazione, Cage viene arrestato.
In Iron Fist, Temple inizia a frequentare il dojo di Colleen Wing, tramite cui conosce Danny Rand. Decide di aiutarlo nella sua lotta contro la Mano.
In The Defenders, Temple si riunisce con Cage, liberato anticipatamente grazie all'intervento di Foggy Nelson, e riprende la relazione con lui. Successivamente, Claire presenta Cage a Rand, contribuendo così alla formazione del gruppo.
Nella seconda stagione di Luke Cage, la relazione tra Claire e Cage continua, ma lei diventa sempre più preoccupata per i problemi personali di lui, in particolare il rapporto conflittuale con il padre e il suo approccio sempre più duro alla giustizia. Dopo una discussione accesa, Claire propone di "prendersi una pausa". Alla fine della stagione, Cage si è ormai completamente allontanato da lei: quando Claire tenta di raggiungerlo all'Harlem's Paradise, viene respinta.

## Altri media
Temple appare nel fumetto tie-in di Jessica Jones, dove svolge il ruolo di infermiera per Turk Barrett.